# Усадьбы и особняки Иркутска
Список усадеб, резиденций и особняков известных людей, живших в Иркутске. Все указанные объекты находятся в рамках исторического центра Иркутска и охраняются Министерством культуры Российской Федерации как памятники архитектуры, истории и культуры России.

## Особняки
- Особняк Белоголовой
- Особняк Бутиных
- Особняк Гейриша
- Особняк Трапезниковых

## Резиденции
- Губернаторский дом
- Дом военных генерал-губернаторов
- Канцелярия генерал-губернатора

## Усадьбы
- Усадьба Аксёнова-Тышко
- Усадьба Антипина
- Усадьба Атафонова
- Усадьба Баснина
- Усадьба Беляева
- Усадьба Бестужева
- Усадьба Бибикова
- Усадьба Бичаханова
- Усадьба Богданова
- Усадьба Бревнова
- Усадьба Вержбы
- Усадьба Верхоленцева
- Усадьба Винокурова
- Усадьба Винтикова
- Усадьба Власова
- Усадьба Волконского
- Усадьба Второва
- Усадьба Горбунова-Юртина
- Усадьба Гордеева
- Усадьба Деминовой
- Усадьба Дьяконова
- Усадьба Ерохина
- Усадьба Жарова
- Усадьба Жбанова
- Усадьба Захарова
- Усадьба Зеленина
- Усадьба Иодловского
- Усадьба Ишуткина
- Усадьба Казаринова
- Усадьба Казариновой
- Усадьба Калашникова
- Усадьба Калашникова-Крылова
- Усадьба Калыгиной
- Усадьба Карпушенко
- Усадьба Катышевцевых-Плетюхина
- Усадьба Когана
- Усадьба Коломейцева
- Усадьба Колченовых
- Усадьба Комарова
- Усадьба Корякина
- Усадьбы Котельникова
- Усадьба Котельниковых
- Усадьба Котлевского
- Усадьба Курносова
- Усадьба Листратовой
- Усадьба Лосева
- Усадьба Мамонова
- Усадьба Михалёва
- Усадьба Михеева
- Усадьба Нарваловой
- Усадьба Никтина
- Усадьба Огладина
- Усадьба Очередина
- Усадьба Патрушевой
- Пахолкова-Кравца
- Усадьба Раскина
- Усадьба Рычкова
- Усадьба Рябчикова
- Усадьба Соколовских-Крениц
- Усадьба Солдатова
- Усадьба Степанченкова
- Усадьба Стребейко
- Усадьба Сукачёва
- Усадьба Тараканова
- Усадьба Трапезниковых
- Усадьба Трубецкого
- Усадьба Турицына
- Усадьба Фефелова
- Усадьба Чернигиной
- Усадьба Черных
- Усадьба Чернядевой-Родионова
- Усадьба Чурева-Метелева
- Усадьба Швенирицкого-Трапезникова
- Усадьба Шевцова
- Усадьба Шенкмана
- Усадьба Шмотина